# Teòdot (navarc)
Teòdot (grec antic: Θεόδοτος, llatí: Theodotus) fou un almirall macedoni al servei d'Antígon el Borni.
El 315 aC va dirigir la flota que s'havia d'unir a Antígon quan va ser sorprès per Policlet, l'almirall de Ptolemeu I Sòter, a la costa de Lícia, que va capturar totes les seves naus i Teòdot mateix va resultar ferit greu i va morir d'aquesta causa, segons que explica Diodor de Sicília.